# بلدة بوند كريك (مقاطعة غرين)
بلدة بوند كريك هي بلدة مدنية غير نشطة في مقاطعة غرين التابعة لولاية ميزوري في الولايات المتحدة الأمريكية.
البلدة أخذت اسمها من بوند كريك.